# Ocnerodes soleri
Ocnerodes soleri is een rechtvleugelig insect uit de familie Pamphagidae. De wetenschappelijke naam van deze soort is voor het eerst geldig gepubliceerd in 1983 door Llorente del Moral & Presa.